# Timorkungsfiskare
Timorkungsfiskare (Todiramphus australasia) är en fågel i familjen kungsfiskare inom ordningen praktfåglar.

## Utseende och läte
Timorkungsfiskare är en vacker kungsfiskare med blågrön rygg, kanelbrun undersida, brett kanelbrunt ögonbrynsstreck och halsband, svart ögonstreck och mörk hjässa. Ungfågeln är mer färglös med en vitspetsad näbb, fläckat bröst och fjälligt utseende på vissa vingpennor. Lätena hörs ofta, en fallande drill, hårda "krrrreee-kreeee" eller gläfsande ljud.

## Utbredning och systematik
Timorkungsfiskare delas in i fem underarter:
- T. a. australasia – förekommer i Små Sundaöarna (Lombok, Sumba, Timor och Wetar)
- T. a. tringorum – förekommer i Små Sundaöarna (Romang)
- T. a. interpositus – förekommer i östra Små Sundaöarna (Moa, Leti)
- T. a. dammerianus – förekommer i östra Små Sundaöarna (Babar och Damar)
- T. a. odites – förekommer på Tanimbaröarna (Yamdena och Larat)

## Levnadssätt
Timorkungsfiskaren hittas i skogar och skogsbryn i låglänta områden och lägre kullar. Sällsynt kan den även ses i trädgårdar.

## Status och hot
Arten har ett stort utbredningsområde, men tros minska i antal, dock inte tillräckligt kraftigt för att den ska betraktas som hotad. Internationella naturvårdsunionen IUCN listar arten som livskraftig (LC). Beståndet uppskattas till mellan 12 000 och 18 000 vuxna individer.